# Deuterocohnia lotteae
Espèce
Classification APG III (2009)
Synonymes
- Abromeitiella lotteae Rauh

Deuterocohnia lotteae est une espèce de plantes à fleurs de la famille des Bromeliaceae, endémique de Bolivie et décrite en 1992.

## Synonymes
- Abromeitiella lotteae Rauh

## Distribution
L'espèce est endémique du sud de la Bolivie.

## Description
Selon la classification de Raunkier, l'espèce est chamaephyte.

## Galerie

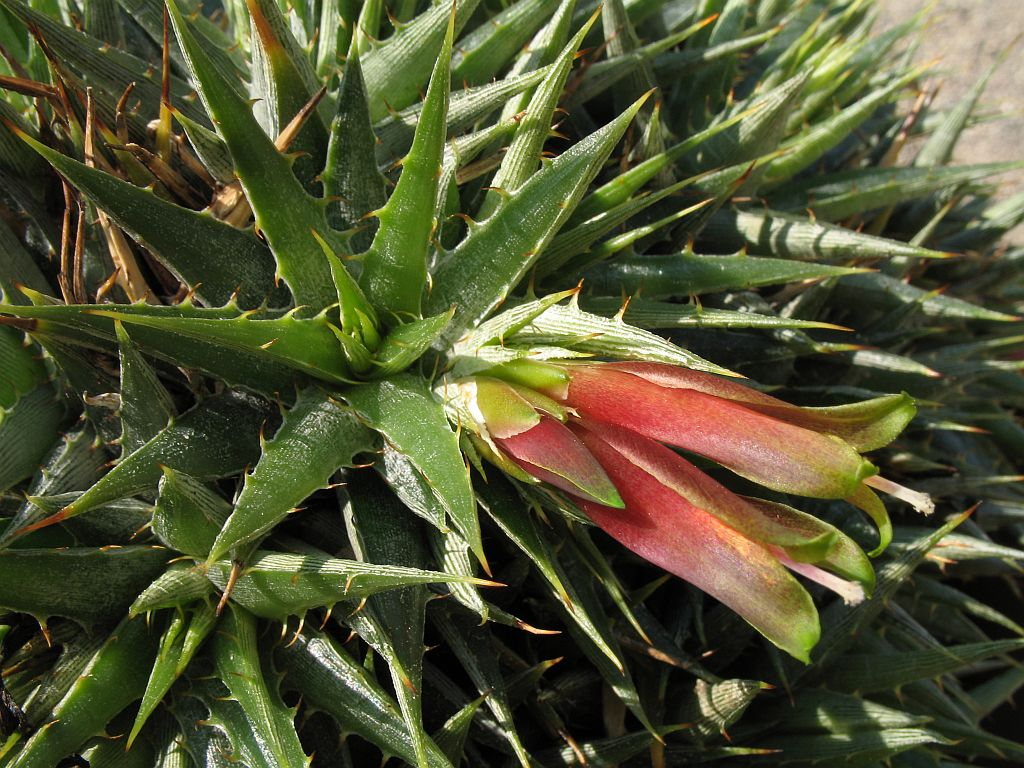
Inflorescence.
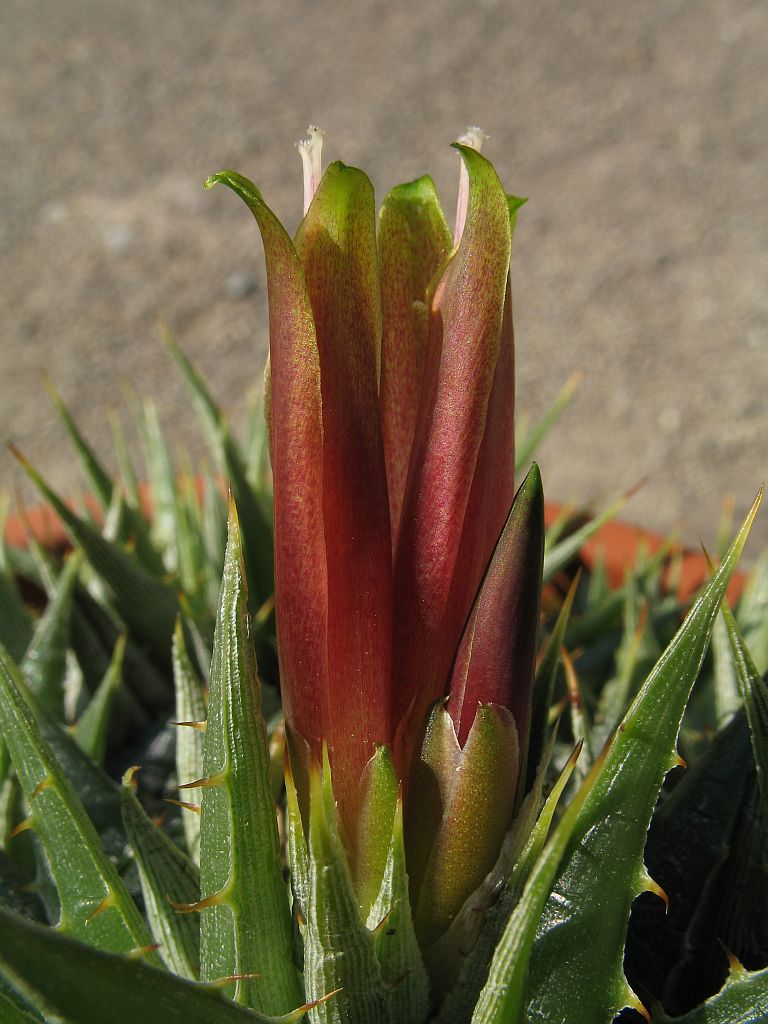
Inflorescence.
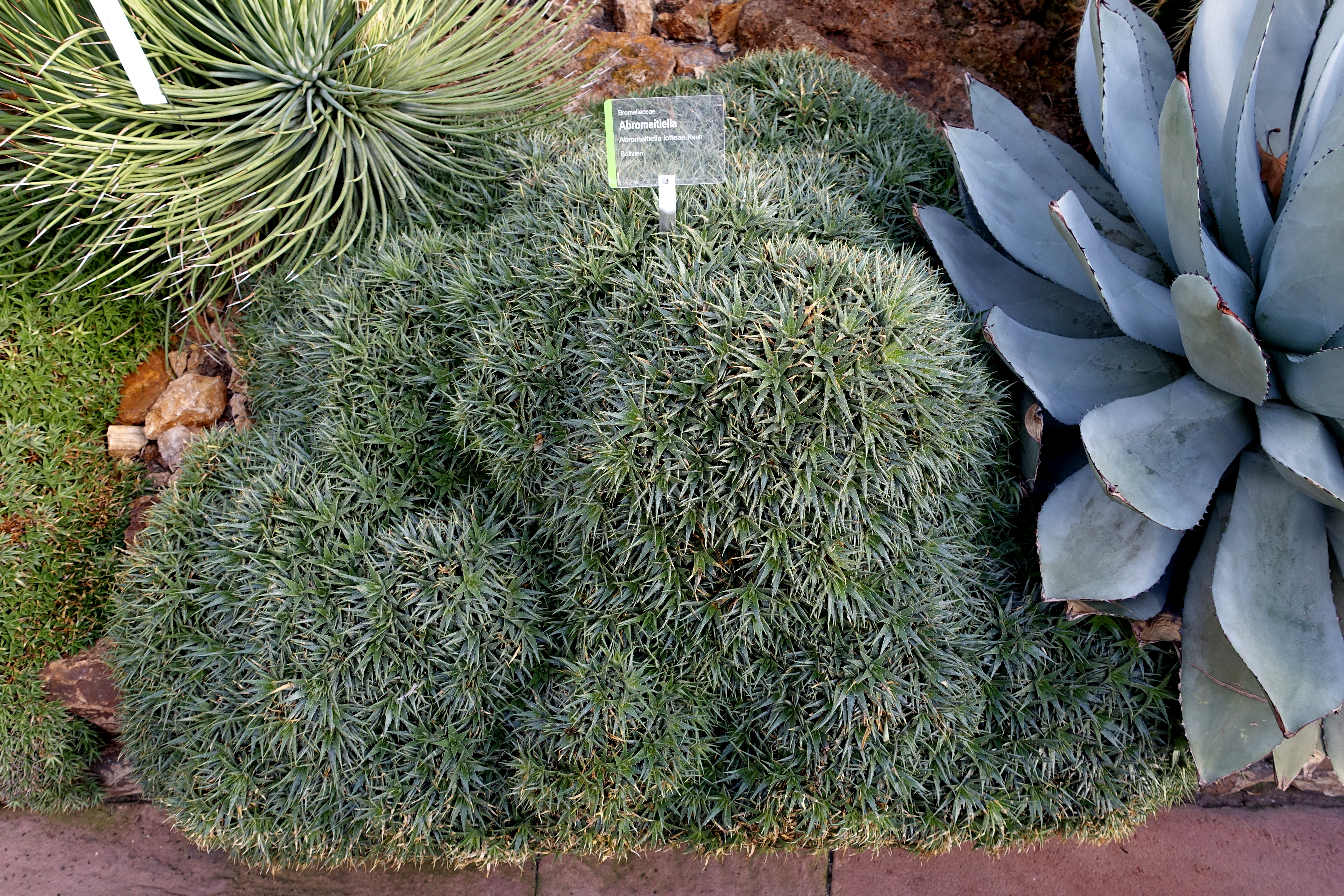
Spécimen au jardin botanique et zoologique Wilhelma de Stuttgart, Allemagne.